# Leptastacus pygmaeus
Leptastacus pygmaeus är en kräftdjursart som beskrevs av Rony Huys 1992. Leptastacus pygmaeus ingår i släktet Leptastacus, och familjen Leptastacidae. Arten är reproducerande i Sverige.